# Velika mošeja v Heratu
Velika mošeja v Heratu (paštunsko د هرات لوی جومات ; darijsko مسجد جامع هرات, Masjid-i Jāmi'-i Herāt) je mošeja v mestu Herat, v provinci Herat severozahodnega Afganistana. Zgradili so jo Guridi pod vladavino sultana Ghijath al-Din Muhameda Ghorija, ki je leta 1200 postavil temelje. Kasneje je bila večkrat razširjena, ko je Herat skozi stoletja menjal vladarje Kartide, Timuride, Mogule in nato Uzbeke, ki so vsi podpirali mošejo. Osnovna zgradba mošeje iz obdobja Ghuridov je ohranjena, vendar so bili deli dodani in spremenjeni. Današnjo podobo je petkova mošeja v Heratu dobila v 20. stoletju.
Poleg številnih majhnih sosedskih mošej za vsakodnevno molitev ima večina skupnosti v islamskem svetu večjo mošejo, kongregacijsko mošejo za petkove službe s pridigo. Jami Masjid iz Herata ni bila vedno največja mošeja v Heratu; veliko večji kompleks, mošeja in medresa Gavhar Šad, ki so jo tudi zgradili Timuridi, je bila v severnem delu mesta. Vendar pa so te arhitekturne spomenike leta 1885 razstrelili častniki britanske indijske vojske, da bi preprečili njihovo uporabo kot trdnjavo, če bi ruska vojska poskušala vdreti v Indijo.

## Zgodovina
Petkova ali velika mošeja iz Herata je bila prva kongregacijska mošeja v mestu. Zgrajena je bila na mestu, kjer so več stoletij bili verski objekti. Prva znana stavba je bil zaratustrski tempelj, spremenjen v mošejo v 7. stoletju. Kasneje so jo povečali turški Gaznavidi. V drugi polovici 11. stoletja je bila pod vladavino dinastije Horezm ustanovljena mošeja v Heratu. Imela je leseno streho in je bila manjših dimenzij od naslednjih stavb. Med potresom leta 1102 je bila skoraj popolnoma uničena, vendar je bila obnovljena. Kasneje jo je uničil tudi požar. Kasneje so Ghuridi na obstoječih in sosednjih parcelah zgradili mošejo.

### Guridski vladarji
Ghuridi so načrtovali razširitev svojega ozemlja in leta 1175 n. št. prevzeli oblast v Heratu. Herat je pomembno mesto zaradi svojega strateškega položaja v bližini glavnih komercialnih poti, ki povezujejo Sredozemlje z Indijo ali Kitajsko in posledične blaginje. Konec 12. stoletja je sultan Ghijath al-Din Muhamed ibn San dal pobudo za obnovo glavne mestne mošeje v Heratu. V ta namen je izbral obstoječo parcelo požgane mošeje in dodatno zemljišče okoli nje. Zemljišče je bilo v severovzhodni, predvsem upravni četrti Herata in ne neposredno v središču. Znanstveniki menijo, da je bilo to območje topografsko dvignjeno. Poleg tega je imelo neposredno oskrbo z vodo iz glavnega kanala Džoj-i-endžil za vodnjak mošeje. Z izgradnjo mošeje na že znanem mestu so Guridi lahko dokazali svoje arhitekturno pokroviteljstvo, pa tudi politično moč. Nekateri viri tudi verjamejo, da je sultan ukazal zgraditi mošejo za imama Fakhr-ul-Razija, verskega voditelja.
Ko je sultan leta 1203 umrl, so ga pokopali v mavzoleju, grobnici v njegovi mošeji. Njegov sin, sultan Ghajath-ul-din Mahmud, je nadaljeval z deli na mošeji. Ko je bila dokončana leta 1210, je njegov sin dodal medreso, ki je verska šola. Stilistična analiza in zgodovinski napisi, najdeni med prenovo leta 1964, dokazujejo, da je stavba pripisana Guridom.
- Odprtina v petkovi mošeji (slog Ghaznavidov)
- Mavzolej Ghijatha al-Dina, notranjost portala
- Kufski napisi
- Naskhi napisi

### Karti
Leta 1221 so provinco osvojile mongolske sile Džingiskana. Skupaj z večjim delom Herata je mošeja propadla. Šele po letu 1245 so se začeli programi obnove. To je bilo pod vladavino Šams al-Din Karta. Bil je kralj dinastije Kart, ki so ga Mongoli imenovali za guvernerja. Uničujoč potres leta 1364 je stavbo skoraj uničil. Kasneje so jo poskušali obnoviti. Relikvija dinastije Kart je bronasta posoda s premerom 1,74 metra. Leta 1375 jo je naročil zadnji vladar posebej za mošejo. Ta bazen je preživel vsa kasnejša rušenja, razen nekaj prask, in je še vedno v mošeji.

### Timuridski vladarji
Po letu 1397 so timuridski vladarji rast Herata preusmerili proti severnemu delu mesta. Ta suburbanizacija in gradnja nove kongregacijske mošeje v Gavhar Šadine Musalla sta zaznamovali začasen konec monarhijskega pokroviteljstva nad kongregacijsko mošejo. Pod Šah Rukhom (1405–1444) je bila mošeja popravljena. Tloris je ostal, zunanjost pa je bila spremenjena. Notranje dvoriščne fasade so bile okrašene z mozaikom iz glaziranih ploščic, vključno z imenom Šah Rukha. Prav tako so zahodno od mošeje dodali marmornat mihrab. Mihrab je niša v steni, ki kaže smer molitve proti Meki.
Kasneje, pod vladavino sultana Huseina Bajkare, se je njegov svetovalec Mir Ali-Šir Nava'i posvetil preoblikovanju mošeje. Naredil je strukturne spremembe predlogov, kot je znižanje guridskega loka na jugovzhodnem vogalu. Dodal je tudi stranske loke na obeh straneh v višini strehe. Poleg tega je ukazal nanesti mozaične ploščice z geometrijskimi vzorci na nadaljnje dele mošeje. Marmorni minbar z devetimi stopnicami je nadomestil starega lesenega. Minbar je prižnica, s katere prihajajo molitve.

### Mogulski in safavidski vladarji
Mošeja je bila v času Mogulskega cesarstva ponovno prenovljena. V tem obdobju se je princ Khuram (Šah Džahan) boril za nadzor nad regijo proti uzbeškim plemenom, ki so jih nadzorovali Safavidi. V tej bitki za Herat je bila mošeja, pa tudi samo mesto Herat, precej poškodovana.

### Afganistanski vladarji
V času vladavine različnih kraljev je bila mošeja večkrat popravljena. V 18. stoletju se je sprednja fasada glavnega ivana iz obdobja Timuridov porušila in jo je bilo treba ponovno zgraditi. Ivan je obokana soba ali dvorana, odprta na eni strani. Razen tega so bila opravljena samo popravila, da se ohrani obstoječa oblika.

### 20. stoletje
Po obnovitvenih delih leta 1913 je bila mošeja v letih 1942/1943 temeljito prenovljena. Objekti, ki mejijo neposredno na mošejo, so bili uničeni, da bi slednja postala samostoječa stavba. Med drugim je bil zgrajen nov vzhodni vhod z visokim obokom in dvema minaretoma. Zunanje stene so bile okrašene z glaziranimi ploščicami v timuridskem slogu. Za ta dela je UNESCO ustanovil studio za keramične ploščice. Ta atelje v mošeji je do leta 1979 ohranil tudi vse okraske iz ploščic in mozaike. Napise so zamenjali sedanji kaligrafi.
Nadaljevanje je bila popolnejša rekonstrukcija od leta 1951 do 1973, ki je vključevala strukturne spremembe. Kvadratna kupola mavzoleja iz Guridskega obdobja je bila močno uničena. Nadomestila jo je osmerokotna konstrukcija in integrirana v severno sprednjo stran. Tudi zid na vzhodu je bil spremenjen v ivan z minareti na obeh straneh. Tudi ivan maksure, ograjen prostor, rezerviran za vladarja, je bil narejen višje. Minareti ob njej so bili povišani na 35 metrov. Prenovljena je bila veranda. Poleg tega je bilo dodanih deset novih minaretov. Fasade na dvorišču so bile obložene s tradicionalnimi mozaiki v sedmih različnih barvah. Tla so bila tlakovana s svetlo rjavo pečeno opeko. Zaradi vseh teh del ni bilo vidnega veliko izvirnega guridskega ometa ali timuridskega okrasja. Medreso mošeje so preselili proti severovzhodu in je dobila svoj vhod. Zadnja pomembna sprememba je bila ureditev parka pred mošejo.
Med sovjetsko-afganistansko vojno (1979-1989) je bila mošeja le omejeno porušena. Tako je bilo kljub zlorabi minaretov s strani sovjetskih vojakov in ogromnim tankom, ki so se premikali po območju. Leta 1986 je en minaret, ki ga je zadela raketa, strmoglavil na dvorišče. Pobil je veliko ljudi in povzročil škodo na vzhodnem traktu. Sovjeti so poslali strokovnjake na popravilo, a dela niso bila končana do leta 1995. Najti je bilo še nekaj sledi, kot so strelne luknje. Guridski portal ni bil huje poškodovan.
Leta 1992 se je začela zamenjava kamnitih ometov na dvorišču, financirana z zasebnimi sponzorji. Položen je bil vzorec širokih trakov belega marmorja, ki se izmenjujejo z ozkimi trakovi črnega marmorja. Zaradi neuspešnih donacij ga ni bilo mogoče dokončati do leta 1998. V času vladavine talibanov v Heratu med letoma 1996 in 2001 je bil vstop v mošejo prepovedan vsem nemuslimanom, vključno z osebjem ZN.

### 21. stoletje
Leta 2002 so bile zaradi problema s prekomerno vlago v notranjosti mošeje obnovljene vse strehe. Pri prenovi fasad v letih 2004/05 so bili najdeni deli stare guridske dekoracije. Ti deli so razstavljeni v okvirjih v stenski oblogi. Leta 2012 je približno petdeset afganistanskih trgovcev obljubilo sredstva za obnovo mošeje.

## Arhitektura

### Začetni načrt mošeje Guridov
Ghuridi so zgradili celotno mošejo iz opeke. Postavitev je tipičen tloris 4-ivanov z notranjim dvoriščem in vodnim bazenom. Držali so se usmeritve kible proti zahodu, čeprav ta odstopa od pravilne smeri proti Meki za približno 20°. Glavni ivan je bil pokrit s oboki. Oblikoval je osni križ z drugimi tremi ivani na vsaki strani dvorišča. Ti trije ivani so bili mišljeni kot prostori za srečanja in poučevanje manjšega občinstva.

### Trenutno mošeja
Kompleks mošeje je dolg 180 metrov in širok 120 metrov ter obsega približno 21.600 kvadratnih metrov površine. Poleg štirih velikih ivanov je še 460 kupol, 444 stebrov in 12 minaretov (visokih 17–36 metrov). Ti elementi so združeni okoli osrednjega dvorišča (82 m x 60 m). Pištaki, prehodi do ivanov, poudarjajo prostorski pomen ivanov. Skupaj z globino zagotavljajo veliko površino za okrasje. Pomemben del sedanje mošeje je prekrit z glaziranimi ploščicami v svetlih barvah v skladu s timuridsko tradicijo.

#### Okrasje iz obdobja Ghurid v sedanji mošeji
V južni in zahodni notranjosti ivana so odkriti dekorativni elementi iz obdobja Ghuridov. Izdelane so iz štukature in so odtisnjene s cvetličnimi in geometrijskimi vzorci. Štukatura je material za oblikovanje okraskov. Na jugovzhodnem vogalu mošeje je portal Ghuridov. Od neznanih časov ne služi kot portal. Na obeh straneh oboka so prikazani kufski napisi. Ta slog arabske pisave je tipičen za napise iz obdobja Ghuridov. Navpično postavljeni pasovi napisov so izdelani iz terakote in vklesani v malto podstavka kot mozaik. Na sprednji strani so glazirano modre barve v kontrastu s svetlo rdečim opečnatim tonom ozadja. Stranice portala so okrašene z geometrijskim opečnim mozaikom, prepredenim z modro glaziranimi ploščicami.